# Sinéad Griffin
Sinéad Majella Griffin (Dublín, 1986) és una física irlandesa que treballa al Lawrence Berkeley National Laboratory (LBNL) en física de partícules i de la matèria condensada. El 2017 va guanyar el Premi en Física General atorgat per la Societat Física Suïssa.
Griffin va estudiar física a la Trinity College a Dublín, graduant-se el 2008 en física teòrica. Va cursar els estudis de Master l'Imperial College de London, col·laborant amb Ray Rivers en els defectes topològics de matèria condensada i en cosmologia. Va començar els seus estudis de doctorat a la Universitat de Califòrnia a Santa Barbara, treballant en l'àrea dels superconductors i espintrònica amb Nicola Spaldin. Quan Nicola Spaldin va traslladar-se a l'ETH Zurich, Griffin la va acompanyar obtenint el 2014 el seu doctorat sobre el model de Hubbard per a manganites hexagonals. Durant el seu doctorat, va provar el mecanisme de Kibble–Zurek sobre el YMnO3. El 2015 va guanyar el Premi Materials i Processos atorgat a la millor tesi interdisciplinària a la ETH Zurich.
El 2015 Griffin va començar a col·laborar amb el laboratori Jeffrey Neaton al Lawrence Berkeley Laboratori Nacional. El 2017 li va ser atorgat el premi en Física General de la Societat Suïssa de Física per les seves contribucions a la teoria material. Va descobrir que les manganites multiferroiques hexagonals exhibien la mateixa simetria que les que se suposa que van existir després del big-bang, reproduint fenòmens que ocorren a escala galàctica a nivell de laboratori. Està interessada en les condicions de trencament de la simetria que impliquen defectes topològics. El 2018 va ser convidada com a ponent al seminari Rising Starts in Phisics organitzat pel Massachusetts Institute of Technoloy.
El 2016 va guanyar la competició del Falling Walls Lab. Griffin és també una artista i ha exposat la seva obra a Irlanda, Zúric, Londres i San Francisco.